# Skrodczyzna
Skrodczyzna (biał. Скрошчына; ros. Скрощина) – wieś na Białorusi, w obwodzie mińskim, w rejonie stołpeckim, w sielsowiecie Derewno.

## Historia
W XIX w. zamieszkana wyłącznie przez katolików.
W dwudziestoleciu międzywojennym leżała w Polsce, w województwie nowogródzkim, w powiecie stołpeckim, w gminie Derewno. W 1921 miejscowość liczyła 85 mieszkańców, zamieszkałych w 12 budynkach, wyłącznie Polaków wyznania rzymskokatolickiego.
Po II wojnie światowej w granicach Związku Radzieckiego. Od 1991 w niepodległej Białorusi.